# Eidfjord
 Ikke at forveksle med Eidfjorden.
Eidfjord er en kommune i den østlige del af Vestland fylke i Norge
Den grænser i nord til Ulvik, i øst til Hol og Nore og Uvdal, og i syd og vest til Ullensvang. Kommunens administration ligger i byen Eidfjord ved bunden af Eidfjorden, der er den inderste sydøstlige del af Hardangerfjorden.

## Navnet
Kommunen har navnet efter Eidfjorden (norrønt Eiðafjörðr). Første del var ejeform af navnet på gården Eiðar, det gamle kirkeområde. Gårdens navn kom af Eið, som viste til eidet (= landtangen) mellem fjorden og Eidfjordvatnet.
Selve landtangen består af to sletter, Lægreid (det lave eide) og Hæreid (det høje eide).

## Geografi
Eidfjord har to landsbyer, Eidfjord og Øvre Eidfjord. Eidfjord er kommunecentrum og ligger ved Eidfjorden. Her ligger kommunehuset, forskellige servicefunktioner og en dybvandskaj som bliver brugt i cruisetrafikken. Eidfjord har seværdigheder som Sima kraftværk, Norges næststørste vandkraftværk; Vøringsfossen med et frit fald på 182 m; gården Kjeåsen, 600 moh., som tidligere var Norges mest isolerede gård; og store dele af Europas største højfjeldsplateau, Hardangervidda. I Øvre Eidfjord er Hardangervidda Natursenter, nationalparkcenter for Hardangervidda nationalpark. Størstedelen af Hardangerjøkulen ligger i Eidfjord kommune, i grænseområdet mod Ulvik.

## Transport og busulykken i 1988
Gennem kommunen går riksvei 7 over Hardangerbroen, som fra åbningen 17. august 2013 erstattede færgeforbindelsen Bruravik-Brimnes. Færgeforbindelsen som var betjent af med færgen MF Melderskin (opkaldt efter bjerget Melderskin), havde op til tre afgange i timen, og overfarten tog 10 minutter. Riksvei 13 går også gennem kommunen. Dele af riksvei 7 er national turistvej. På riksvei 7 ligger Måbødalen, hvor en busulykke, kendt som Måbødal-ulykken, fandt sted 15. august 1988. Tolv skolebørn og fire voksne fra Kista i Sverige omkom. De var undervejs til Bergen for at tage færgen, der den gang gik til Shetland, men så langt kom de aldrig. Bussens bremser svigtede, da vejen gik brat nedad, og bussen kørte ind i bjergvæggen, så fronten blev knust. Brandfolk måtte klippe døde og sårede fri. De sårede blev fragtet til sygehuset i Odda og næste dag til Haukeland universitetssygehus i Bergen.

## Gravfeltet på Hæreid
Gravfeltet på Hæreid i Eidfjord består af omkring 400 gravhøje fra før år 1000 på en terrasse over Eidfjord centrum. Dette er Vestlandets største gravfelt fra jernalderen og et af de største i Norge. De ældste daterede fund er fra omkring år 500 (brandgrav). Enten har gravskikken været anderledes her end i andre bygder, så de fleste døde - og ikke kun et fåtal - blev hædret med en gravhøj; eller så har befolkningen været stor. I en gravhøj på Hæreid blev der fundet trækul dateret til før år 210 f.Kr.
De fleste af gravhøjene er små, 2–5 m i diameter. Nogle er runde, andre aflange, og nogle kan være stenbunker uden grav. Sandsynligvis var feltet noget større, men en del er forsvundet ved rydning og opdyrkning. Hæreidet er det sted i Hardanger, der har flest jernalderfund, men også på Lægreid og i øvre Eidfjord findes en del gravhøje. Der er registreret omkring 1.500 grave i Hardanger fra jernalderen. Kun Røldal og Eidfjord i Hordaland har over 100 gravhøje i et felt. Begge ligger gunstig til for overgang til Østlandet. Gravfeltet i Røldal er også anlagt på bygdens hovedgård (Seim), på en flade med udsigt over indsøen. Øverst i de store dale på Østlandet og i Valle i Setesdal er der flere store gravfelter.
Gravfeltet på Hæreid er mangelfuldt undersøgt, og de fleste fund blev indleveret i 1800-tallet. Kun én grav blev videnskabeligt undersøgt. Man fandt gryder af klæbersten, jordbrugsredskaber, et sværd, økser, pilespidser og våbendele, der tyder på import.